# König-Ludwig-Dampfbahn Bad Brückenau
| König-Ludwig-Dampfbahn Bad Brückenau | König-Ludwig-Dampfbahn Bad Brückenau |
| ------------------------------------ | ------------------------------------ |
|                                      |                                      |
| Streckenlänge:                       | 0,8 km                               |
| Spurweite:                           | 600 mm (Schmalspur)                  |
|                                      |                                      |

Die König-Ludwig-Dampfbahn Bad Brückenau war eine Parkeisenbahn mit 600 mm Spurweite, die von 1996 bis 2000 in Bad Brückenau am Bauhof begann und ursprünglich bis zum Staatsbad Brückenau führen sollte. Ende 1995 konnte der erste Abschnitt der Bahn vom Bauhof bis zur geplanten Brücke über die Sinn in Betrieb genommen werden. Im Jahr 1996 erfolgte der Brückenschlag über die Sinn und auf der anderen Flussseite wurde ein Bahnhof mit Umsetzgleis angelegt. Später wurde die Strecke noch etwa bis zum heutigen Washington-Platz verlängert.
Die Bahn wurde im Jahr 2000 stillgelegt, die Fahrzeuge wurden zur Bahnstrecke Wächtersbach–Bad Orb verbracht. Die Gleisanlagen sind noch heute vorhanden.

## Lokomotiven der Schmalspurbahn
| Betriebs- Nr. / Name | Baujahr | Hersteller              | Fabrik- Nr. | Antrieb            | Strecke                      | Bemerkungen    |
| -------------------- | ------- | ----------------------- | ----------- | ------------------ | ---------------------------- | -------------- |
| Emma                 | 1923    | Hohenzollern            | 4382        | Dampf              | ab 2000 Wächtersbach–Bad Orb | 55 PS; 25 km/h |
|                      | 1955    | Lokomotivbau Babelsberg | 248638      | Diesel Type Ns 2 f | ab 2000 Wächtersbach–Bad Orb | 30 PS; 18 km/h |
|                      | 1958    | Lokomotivbau Babelsberg | 262049      | Diesel Type Ns 2 f | ab 2000 Wächtersbach–Bad Orb | 30 PS; 18 km/h |